# Borale Ale
El Borale Ale és un estratovolcà de la serralada Erta Ale, a la regió Àfar, Etiòpia. El cim s'eleva fins als 668 msnm i es desconeix quan va entrar en erupció per darrera vegada. El cràter, de 300 metres d'amplada, presenta una important activitat fumaròlica.